# Cardopatium
Cardopatium je rod glavočika smješten u podtribus Cardopatiinae, dio tribusa Cardueae, potporodica Carduoideae. Postoje dvije vrste koje rastu po Sredozemlju, to su višegodišnje zeljaste biljke sa plavim hermafroditnim cvjetićima.

## Vrste
1. Cardopatium amethystinum Spach, Alžir, Tunis.
2. Cardopatium corymbosum (L.) Pers., Italija; Sicilija; Makedonija; Europska Turska; Grčka (yuklj. Ciklade); Kreta; Istočnoegejski otoci, (uklj. Rodos); Turska; Cipar; Libanon; Sirija; Izrael.

## Sinonimi
- Broteroa Willd.; Sp. Pl. 3: 2399 (1803) (non Cav.)
- Chamalium Juss.; Ann. Mus. Par. 6: 324 (1805)